# Barbara Engelking
Barbara Engelking (sinh năm 1962) là nhà xã hội học người Ba Lan chuyên nghiên cứu về Holocaust. Là người sáng lập và giám đốc của Trung tâm Nghiên cứu Thảm sát Ba Lan ở Warsaw, bà là tác giả hoặc biên tập viên của một số tác phẩm về Thảm sát ở Ba Lan.